# Jámy
Jámy är en ort i Tjeckien.   Den ligger i regionen Vysočina, i den centrala delen av landet, 130 km sydost om huvudstaden Prag. Jámy ligger 592 meter över havet och antalet invånare är 534.
Terrängen runt Jámy är platt åt sydväst, men åt nordost är den kuperad. Runt Jámy är det ganska glesbefolkat, med 31 invånare per kvadratkilometer. Närmaste större samhälle är Nové Město na Moravě, 6,0 km nordost om Jámy. I omgivningarna runt Jámy växer i huvudsak blandskog.